# Концерт для клавесина и пяти инструментов
Концерт для клавесина и пяти инструментов (исп. Concierto para clave y cinco toolsos) — музыкальное произведение Мануэля де Фальи. Является последней объёмной работой композитора.

## История создания
Композиция была написана в период с 1923 по 1926 год. Процесс её написания был не только прерывистым (Фалья в это время был сосредоточен на сочинении пьесы «Психея»), но и нетипичным ― в том смысле, что части концерта сочинялись в обратном порядке: сначала создавалась третья часть, затем вторая и первая. Особенностью концерта является его необычный исполнительский состав: он написан для клавесина, флейты, гобоя, кларнета, скрипки и виолончели. На этот выбор инструментов повлияли произведения Баха (особенно его Бранденбургские концерты), Скарлатти и Куперена, а также неоклассические работы Игоря Стравинского и произведения французских композиторов конца XIX века.
Мануэль де Фалья решил написать это произведение после того, как услышал в Гранаде игру на клавесине Ванды Ландовской. Композитора вдохновило не только качество исполнения, но и звучание клавесина, его технические и выразительные возможности. Премьера концерта состоялась 5 ноября 1926 года в Ассоциации камерной музыки в Барселоне. Ванда Ландовска играла на клавесине (эта пьеса была посвящена ей), а оркестром Пабло Казальса дирижировал сам композитор.

## Структура
Концерт состоит из трёх частей:
1. Аllegro
2. Lento
3. Vivace

Примерная продолжительность исполнения ― 15 минут.